# Rolf Majcen

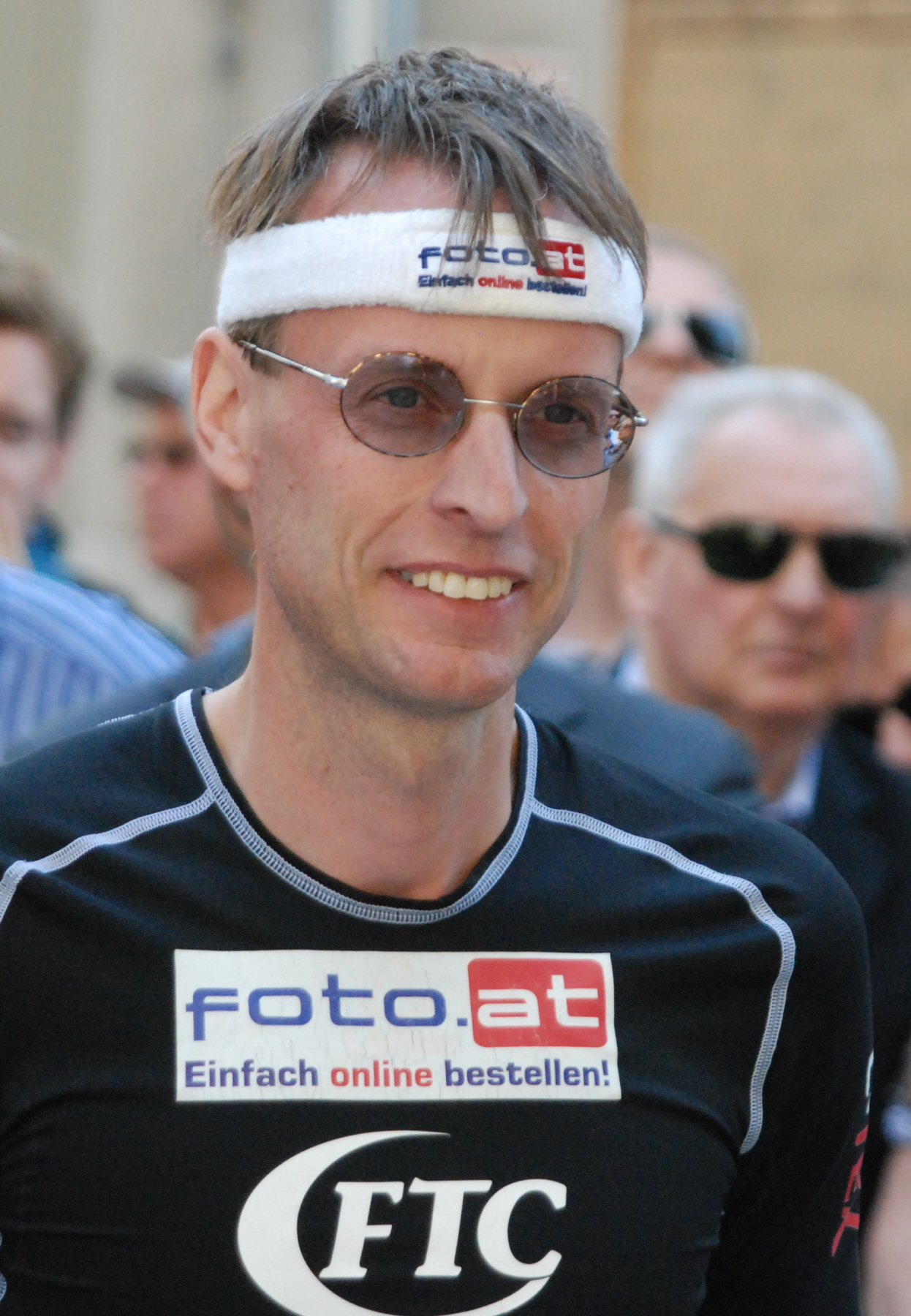
Rolf Majcen

Rolf Majcen  (* 1966 in Johannesburg, Südafrika) ist ein österreichischer Jurist, Autor und Extremsportler.

## Leben
Majcen ist ein Großneffe des ehemaligen Generaltruppeninspektors Karl Majcen. Er promovierte an der Universität Graz zum Dr. iur. Von 1985 bis 1998 diente er als Offizier beim Österreichischen Bundesheer.
Er veröffentlichte in in- und ausländischen juristischen Fachzeitschriften zum nationalen bzw. internationalen Fondsrecht und zum Sportrecht. Auch in Sport- und Alpenmagazinen schrieb er Berichte. Sein 2002 erschienenes Buch Sieg in den Bergen war das weltweit erste Buch, das Skibergsteigen als Wettkampfsport dokumentiert und erhielt dafür eine Anerkennung der Union Internationale des Associations d’Alpinisme (UIAA).
Majcen absolvierte 1993 beim Österreichischen Bundesheer die Ausbildung zum Flugretter und als Heeresbergführergehilfen, bildete sich in den Folgejahren weiter und wurde 1995 in den Ausbilderkader der Streitkräfte aufgenommen. Er selbst nahm in verschiedenen Sportarten bei Wettkämpfen in 29 verschiedenen Ländern Europas, Asiens und in Amerika teil und war unter anderem erfolgreich bei Weltmeisterschaften, Weltcups und Europacups im Einsatz. Er war der erste Österreicher, der an den drei bedeutendsten Wettkämpfe der Alpen im Skibergsteigen (les grandes trois de ski de montagne) teilnahm, der Patrouille des Glaciers (2000 und 2004) der Pierra Menta (2001) und der Trofeo Mezzalama (2003). 2004 errangen er und Hermann Kofler als erste Österreicher Weltcuppunkte im Skibergsteigen für Österreich. In den Alpen, den Anden und in Afrika unternahm er verschiedene Bergfahrten und gewann beim CN Tower-Run-Up in Toronto den „Major Stairclimb“-Titel im Treppenlauf. Er bestieg zahlreiche hochalpine Berggipfel und nahm an verschiedenen Klettertouren, Eiskletterrouten und Wettkämpfen im Berglauf teil.
Majcen arbeitete in der Allianz-Elementar Versicherungs AG, war Kapitalmarkt-Jurist in der Rechtsabteilung der GiroCredit Bank AG der Sparkassen und Leiter der Rechtsabteilung bei der Erste-Sparinvest Kapitalanlagegesellschaft mbH, einer Tochtergesellschaft der DekaBank Deutsche Girozentrale. Derzeit ist er Mitglied der Geschäftsführung der FTC Capital GmbH, deren Legal and Compliance Officer im Bereich Alternative Investments er zuvor bereits gewesen war.
Außerdem ist er Direktor im Verwaltungsrat einer aus mehreren Subfonds bestehenden offenen Investmentgesellschaft und war von November 2006 bis September 2007 Vorstandsmitglied der Vereinigung Alternativer Investments (VAI). Seit Oktober 2011 ist Majcen auch Mitglied im Vorstand der Vereinigung ausländischer Investmentgesellschaften in Österreich. Er lebt zurzeit mit seiner Familie in Teesdorf.

## Veröffentlichungen
- Sieg in den Bergen. Abenteuer – Wettkampf – Skibergsteigen. 2002, ISBN 3-900323-56-9.
- W. Minihold, St. Weber: Das Investmentfondsgesetz – Praxiskommentar. Wien 2004, ISBN 3-7007-2927-8.
- Bergauf – länger, höher, schneller. Abenteuer Ausdauersport – Ski, Rad, Lauf. Wien 2005, ISBN 3-900533-39-3.
- Die globalen Hedgefonds-Domizile im Wettbewerb. Ein Überblick über die rechtlichen Rahmenbedingungen der beliebtesten Hedgefonds-Standorte. Wien 2007, ISBN 3-7143-0117-8.

## Sportliche Erfolge (Auswahl)

### Skibergsteigen
- 2002:
  - 7. Platz „Internationales Vlado-Tatarka-Gedächtnisrennen“, Hrebienok (mit Hausmann)
  - 16. Platz und bestplatziertes österreichisches Team im Europacup Skibergsteigen Team (mit Hausmann Endwertung Platz 16). Platz
- 2004:
  - Niederösterreichischer Meister im Skibergsteigen
  - 6. Platz bei der Internationalen Turnosmučarski-Rallye, Nationalpark Triglav (mit Hausmann)
  - österreichischer Rekord und 7. Platz in der Klassenwertung bei der Patrouille des Glaciers (mit Kofler und Johann Wieland)
- 2005: Niederösterreichischer Meister im Skibergsteigen
- 2006: erste Österreicher beim Adamello Ski Raid (mit Hausmann und Morgenbesser)
- 2007: Niederösterreichischer Meister im Skibergsteigen

### Treppenlauf
Am 20. Februar 2014 konnte Rolf Majcen bei 91 Treppenläufen 19 Siege in 3 Kontinenten (Amerika, Europa, Asien) feiern. Insgesamt bestieg der Niederösterreicher 49 unterschiedliche Bauwerke weltweit.
- 1. Platz "SWFC Sky Run", Shanghai, China (2012) – längster Indoor-Treppenlauf der Welt
- 1. Platz "Hong Chi Climbathon", Hong Kong (2013)
- 1. Platz "Southeast Financial Centre", Miami, USA (2012)
- 1. Platz "Bank of America Tower", San Francisco, USA (2012)
- 1. Platz „Bank of America Plaza“, Dallas, USA (2013)
- 1. Platz "Big D Climb", Fountain Place Building, Dallas, USA (2012)
- 1. Platz "Climb to the Top", Boston USA (2013)
- 1. Platz "Steffl-Turmlauf", Wiener Stephansdom, Wien, AUT (2012)
- 1. Platz “Run Up To The Top”, Rockefeller Centre, New York, USA (2010)
- 1. Platz “Royal Mutual Funds CN-Tower Stair Climb”, Toronto, Canada (1999)
- 1. Platz “Millenium Tower Run Up EXTREME”, Millenium Tower, Wien, AUT (2010)
- 1. Platz “Millenium Tower Run Up light”, Millenium Tower, Wien, AUT (2013)
- 1. Platz "NSPCC Step Chance" The Gherkin, London, UK (2012)
- 1. Platz "London Twin Peak Challenge", London, UK (2010)
- 1. Platz Hochhauslauf „Uni-Riese Magdeburg“, Deutschland (2001)
- 1. Platz „Judenburg-Turmlauf“, Judenburg, Österreich (1998)
- 1. Platz „Lauf über die Markwardtstiege“, Wien, Österreich (2009, 2010, 2011).